# Ліпову (комуна)
Ліпову (рум. Lipovu) — комуна у повіті Долж в Румунії. До складу комуни входять такі села (дані про населення за 2002 рік):
- Ліпову-де-Сус (243 особи)
- Ліпову (2917 осіб)

Комуна розташована на відстані 200 км на захід від Бухареста, 28 км на південний захід від Крайови.

## Населення
За даними перепису населення 2002 року у комуні проживали 3160 осіб.
Національний склад населення комуни:
| Національність | Кількість осіб | Відсоток |
| -------------- | -------------- | -------- |
| румуни         | 2002           | 63,4%    |
| цигани         | 1158           | 36,6%    |

Рідною мовою назвали:
| Мова      | Кількість осіб | Відсоток |
| --------- | -------------- | -------- |
| румунська | 2394           | 75,8%    |
| циганська | 765            | 24,2%    |
| німецька  | 1              | < 0,1%   |

Склад населення комуни за віросповіданням:
| Релігія      | Кількість осіб | Відсоток |
| ------------ | -------------- | -------- |
| православні  | 3127           | 99,0%    |
| не релігійні | 3              | 0,1%     |